# Cénabo

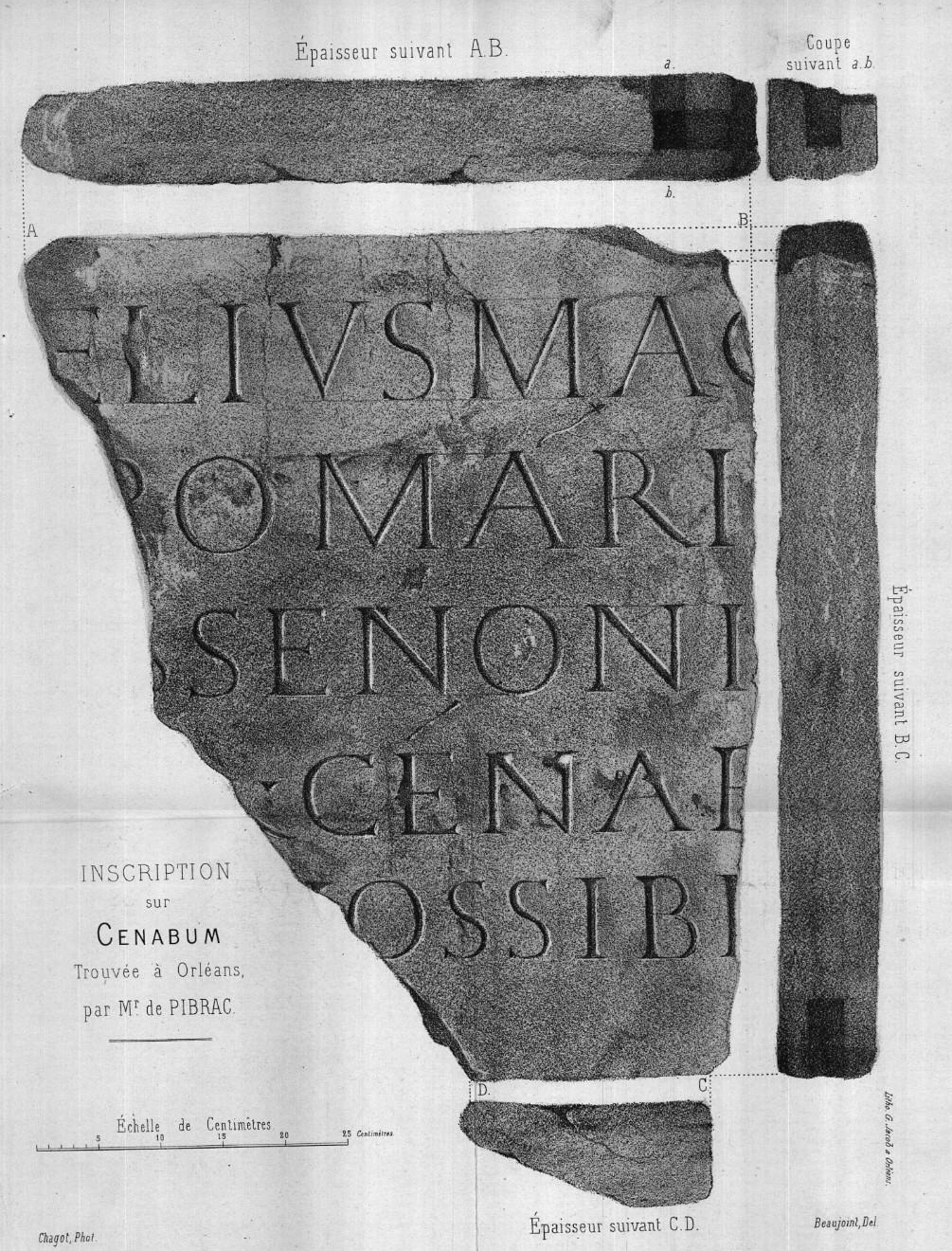
Placa de mármol con la inscripción "Cenab", descubierta en 1846 durante la construcción de una línea de ferrocarril en el faubourg Saint-Vincent de Orleans. El lugar correspondía a una antigua calzada romana que unía la ciudad con Lutecia

Cénabo (en latín, Cenabum o, incorrectamente, Genabum) era el nombre de un oppidum de la tribu de los carnutes, ubicado en el lugar de lo que hoy es Orléans. Era una próspera ciudad comercial en el río Loira en la época de la conquista de las Galias por César.

## Historia
Este puerto era un centro comercial para el grano que se producía en el Beauce. La ciudad tenía sólidas fortificaciones, y también controlaba un puente sobre el Líger, de considerable importancia económica y estratégica. Estrabón, en su Geographia, llama a la ciudad (Κήναβον) el 'emporio de los carnutes (τὸ τῶν Καρνούντον ἑμπόριον). Kénabon/Cenabum es probablemente una transcripción de una palabra gala con el mismo significado.
Para César, era imperativo asegurar el control de esta estratégica localidad. Con facilidad tuvo éxito al establecer un protectorado sobre los carnutes al tiempo que se aseguraba la colaboración de Tasgecio, a quien restableció en el trono de sus antepasados a cambio de los servicios prestados. Sin embargo, esta situación acabó después de dos años, cuando en el 54 a. C. Tasgecio (considerado un traidor) fue asesinado y (en mitad del invierno) César ordenó la ocupación de Cénabo por legiones romanas.
Fue Cénabo la señal para la revuelta gala de la que Vercingétorix rápidamente se convirtió el líder y que fue el motivo para la séptima campaña gala de César. en el año 53 a. C., los comerciantes romanos que se habían establecido en Cénabo, el supervisor Gayo Fufio Cita a quien César había instalado allí para controlar el comercio y asegurar el abastecimiento de grano a las legiones, y algunas tropas romanas acuarteladas en la ciudad, todos ellos, fueron masacrados o arrojados al Líger por los carnutes que habían entrado en la ciudad.
Volviendo apresuradamente desde Italia con gran rapidez, y alcanzando Sens, César alcanzó Cénabo a marchas forzadas y ni siquiera necesitó sitiarla. Al acercarse la población huyó por un puente de madera que unía las dos orillas del Líger y, ya que se derrumbó, los romanos subieron por los terraplenes, masacrando a todos los habitantes y saqueando y quemando la ciudad.
En el siglo III d. C., el emperador Aureliano reconstruyó la ciudad en ruinas (273-274), sus defensas, separó a la nueva ciudad del territorio de los carnutes (del que hasta entonces había dependido) y la llamó Aurelianum o Aureliani por él mismo, lo que más tarde se transformó en la palabra «Orléans».